# Bocas del Toro
Bocas del Toro è una città del Panama, capitale della Provincia di Bocas del Toro. Si tratta di un paese che vive soprattutto di turismo. La città aveva 7 366 abitanti nel 2010.

## Amministrazione

### Gemellaggi
- Nuuk